# Oxydia sericearia
Oxydia sericearia är en fjärilsart som beskrevs av Walker 1866. Oxydia sericearia ingår i släktet Oxydia och familjen mätare. Inga underarter finns listade i Catalogue of Life.